# ラッセル・スタンガー
ラッセル・スタンガー（Russell Stanger, 1924年5月8日 - 2015年1月7日）は、アメリカ合衆国の指揮者、作曲家。
マサチューセッツ州アーリントンの生まれ。8歳でヴァイオリンを始め、マルグリット・エスタヴァーに師事する。12歳の時にニュートン・センターで自ら少年オーケストラを組織した。その後、ニューイングランド音楽院に入学してボストン交響楽団団員のハリソン・ケラーとジョルジュ・フーレルにヴァイオリンとヴィオラを学んだ。第二次世界大戦時には1944年からアメリカ海軍に入隊し、1947年まで在籍した。その後タングルウッド音楽祭に参加し、1950年から1953年までボストン大学のハーバート・ラドクリフ交響楽団の指揮者を務めた。1952年にはニューイングランド音楽院で音楽修士号を取得している。1956年にユージン・オーマンディ指揮者コンクールで優勝し、1958年にはボストン・リトル・オーケストラを組織した。1960年から1962年までレナード・バーンスタインの助手として研鑽を積み、1964年にミネアポリス交響楽団の準指揮者となった。1966年にノーフォーク交響楽団（後にバージニア交響楽団）の首席指揮者に転出し、1980年までその任に当たった。1982年以降は、サラトガのサマー・スクールの音楽監督を務める。
作曲家としては、ロック・グループとオーケストラの共演作である《ロック・オーパス》や武庫川女子大学創立50周年記念委嘱作《記念セレブレーション》等がある。